# 陈文髓
陈文髓（1957年7月20日—），一译陈文粹，男性。越共党员，越南政治人物。曾任越共北宁省委书记、越南国会代表事务委员会主任。

## 生平
陈文髓是越南共产党第十一届、十二届中央委员会委员，第十三、十四届国会常务委员会委员，第十三、十四届国会代表事务委员会主任，期间兼任越共中央组织部副部长。
陈文髓还曾任越老友好协会主席。2016年至2021年，任越韩友好议员小组主席。

## 荣誉

### 越南勋章奖章
- 一级劳动勋章（2020年12月24日颁发[5]）

### 外国勋章奖章
- 修交勋章光化章（韩国，2022年5月6日于河内颁发[4]）